# أربوتين
أربوتين هو غليكوسيد، وهو مستخلص هيدروكينون غليكوسيدي من نبات عنب الدب، كما يتوفر في القمح وفي قشرة الإجاص. كما يوجد في البرغنية سميكة الأوراق، كما يمكن إنتاجه مختبريا في  مستنبت الشزندرة الصينية.
يثبط أربوتين التايروسيناز مما يؤدي إلى منع تكوين الميلانين، لذا يستعمل في تفتيح البشرة دون التعرض للشمس.

## طالع أيضًا
- استعمال أربوتين في تفتيح البشرة